# Anna-Karin Arvidsson
Anna-Karin Arvidsson, född 1968, är en svensk konstnär, keramiker och formgivare samt lektor i design vid Linnéuniversitetet. Arvidsson arbetar med offentlig konst och utställningar sedan början av 2000-talet. Bland hennes offentliga arbeten märks dricksvattenfontänen Drinking Tree, som uppfördes 2011 i skulpturparken Växjö Art Site; Bländaprojektet i Växjö 2016–2017, som syftade på Bländasägnen och bland annat innehöll en ambulerande bronsskulptur som Arvidsson låtit gjuta; samt utsmyckningar för Halltorps skola i Kalmar samt Biskopshagens förskola och en större fågelskulptur vid en infart till Växjö.